# アフター・ザ・ストーム
『アフター・ザ・ストーム』（After the Storm）は、クロスビー・スティルス&ナッシュの7枚目のスタジオ・アルバムで、トリオ編成では5枚目のスタジオ・アルバムであり、1994年にアトランティック・レコードからリリースされた。リイシューを除けば、アトランティックからのリリースはこれが最後となる。ビルボード200の最高位は98位で、これは彼らの8枚のスタジオ・アルバムの中で最も低いチャート順位である。また、20万枚近いセールスを記録した。

## レコーディングの背景
CSNは1990年代初頭に大規模なツアーを行ない、1990年から1992年にかけて200公演以上を行なったが、1993年に活動を休止した。グループの前作『リヴ・イット・アップ』（1990年）以来、スティルスは1991年に『Stills Alone』、クロスビーは1993年に『サウザンド・ローズ』というソロ・アルバムを発表し、ナッシュは1991年のボックス・セットを編集していた。デビュー・アルバム発売25周年が近づき、グループは1994年中にアルバムを店頭に並べるために再結集した。
アルバムはロサンゼルス近郊のスタジオで録音された。「only Waiting for You」、「Camera」、「It Won't Go Away」、「In My Life」、「Bad Boyz」、「After the Storm」、「Panama」はカリフォルニア州バーバンクのオーヘンリー・サウンド・スタジオでレコーディングされた。「Unequal Love」、「Till It Shines」、「These Empty Days」はカリフォルニア州サンタモニカのジャクソン・ブラウンのグルーヴ・マスターズで録音された。「Find a Dream」と「Street to Lean On」はハリウッドのオーシャン・ウェイ・スタジオで録音された。
グループの過去3枚のアルバムとは異なり、ビートルズのカヴァー以外はすべて主要メンバーによる作曲で、外部からの作曲参加はない。セッションには、スティルスの子供であるジェニファーとクリストファー、そしてアルバムのプロデューサー、グリン・ジョンズの息子であるイーサン・ジョンズも参加し、世代を超えたものとなった。ジョンズはCSNのアルバムで初めて、本人たち抜きでクレジットされたプロデューサーである。

## 評価
| 専門評論家によるレビュー | 専門評論家によるレビュー |
| レビュー・スコア         | レビュー・スコア         |
| 出典                     | 評価                     |
| ------------------------ | ------------------------ |
| Allmusic                 | [ 3 ]                    |
| The Music Box            | [ 4 ]                    |

『アフター・ザ・ストーム』のプロモーションのため、グループは1994年にウッドストック'94を含む100近いコンサートに出演し、『ザ・トゥナイト・ショー・ウィズ・ジェイ・レノ』と『レイト・ショー・ウィズ・デイヴィッド・レターマン』の両方に出演した。しかし、ナッシュによれば、ウッドストック・アニバーサリー・フェスティバルの知名度やテレビ出演があったにもかかわらず、アトランティックはほとんどプロモーションを行わなかったため、アルバムの売り上げが伸びなかったのだという。
『ミュージック・ボックス』誌は、『アフター・ザ・ストーム』を「クロスビー、スティルス、ナッシュが長い間リリースしてきた中で最高の作品」と評し、スティルスの作曲の才能が蘇り、ナッシュのパフォーマンスも劇的に向上したと述べた。レビュアーは「Camera」、「It Won't Go Away」、「Unequal Love」をハイライトとして挙げている。対照的に、オールミュージックの回顧的なレビューでは、「グラハム・ナッシュの『These Empty Days』とタイトル・カットだけが、昔のマジックを持っている。残りは、日の目を見ることのなかったソロ・ディスクのために作られた曲を、商品を売るためにこの形で組み合わせたように聴こえる」
『リヴ・イット・アップ』に収録されている曲と同様、これらの曲はどれもグループのレパートリーには定着せず、「Unequal Love」と「After the Storm」だけが1994年のツアー以降でも何度か再演された。また、スティルス抜きの2011年のツアーで、クロスビー&ナッシュは「Camera」を演奏している。

## 収録曲
| #   | タイトル                 | 作詞・作曲                  | リード・ボーカル          | 時間 |
| --- | ------------------------ | --------------------------- | ------------------------- | ---- |
| 1.  | 「Only Waiting for You」 | Stephen Stills              | Stills                    | 3:57 |
| 2.  | 「Find a Dream」         | Graham Nash                 | Nash                      | 3:51 |
| 3.  | 「Camera」               | David Crosby, Stills        | Crosby                    | 4:18 |
| 4.  | 「Unequal Love」         | Nash                        | Nash                      | 4:44 |
| 5.  | 「Till It Shines」       | Crosby                      | Crosby                    | 4:19 |
| 6.  | 「It Won't Go Away」     | Stills                      | Stills with Crosby        | 4:17 |
| 7.  | 「These Empty Days」     | Nash, Crosby                | Stills with Crosby & Nash | 2:30 |
| 8.  | 「In My Life」           | John Lennon, Paul McCartney | Crosby, Stills & Nash     | 2:20 |
| 9.  | 「Street to Lean On」    | Crosby                      | Crosby                    | 3:36 |
| 10. | 「Bad Boyz」             | Stills                      | Stills                    | 4:16 |
| 11. | 「After the Storm」      | Nash                        | Nash                      | 3:34 |
| 12. | 「Panama」               | Stills                      | Stills with Crosby & Nash | 4:15 |

## メンバー
クロスビー・スティルス&ナッシュ
- デヴィッド・クロスビー - バッキング・ヴォーカル、アコースティック・ギター（2、11）、リード・ヴォーカル（3、5、9）、リゾネーター・ギター（11）
- スティーヴン・スティルス - バッキング・ヴォーカル、リード・ヴォーカル（1、2、6、10、12）、アコースティック・ピアノ（1）、エレクトリック・ギター（1、2、4、6、7、12）、ベース（1、6）、アコースティック・ギター（2、3、7、8）、リード・ギター（2、5、10）、リズム・ギター（2）
- グラハム・ナッシュ - バッキング・ヴォーカル、リード・ヴォーカル (2、4、11)、アコースティック・ピアノ (2)、アコースティック・ギター(2, 4, 11), ハーモニカ (2, 4, 8)

参加ミュージシャン
- マイク・フィニガン - シンセサイザー（1）、ハモンドB3オルガン（1、5、6、9、10）、追加バッキング・ヴォーカル（1）
- ベンモント・テンチ - ハモンドB3オルガン (4)
- クリス・スティルス - アコースティック・ピアノ（7）、ハイストリング・アコースティック・ギター（8）、スパニッシュ・ギター（12）
- クレイグ・ダージ - キーボード (11)
- ジョー・ロトンディ - キーボード (12)
- イーサン・ジョンズ - エレクトリック・ギター（2、7、9）、リズム・ギター（2、5、10）、ドラムス（2、5、7、9～11）、パーカッション（2、5、10、11）、アコースティック・ギター（7）、マンドチェロ（8）
- マイケル・ヘッジス - アコースティック・ギター (9)
- ジェームス・"ハッチ"・ハチンソン - ベース (2, 4, 5, 7, 9)
- アレクシス・スクラレフスキー - ベース (3, 10, 12)
- ダニエル・"フリーボ・フリードバーグ - ベース (11)
- ジョディ・コルテス - ドラム (1)
- トリス・インボーデン - ドラム (3, 12)
- リック・マロッタ - ドラム (6, 10)
- レニー・カストロ - パーカッション (1)
- ラファエル・パディラ - パーカッション (3, 12)
- ジェン・スティルス - バッキング・ヴォーカル (11)

制作
- グリン・ジョンズ - プロデューサー、レコーディング(2-12)、ミキシング(2-12)
- ブレット・ウェイン（Brett Swain）：レコーディング（1）、アシスタント・エンジニア（2-12
- ポール・ディーター - 録音 (2-12)
- ブライアン・マルーフ - ミキシング (1)
- ジェフ・シャノン（Jeff Shannon）：アシスタントエンジニア（1）
- スティーヴ・ホロイド - アシスタント・エンジニア (2, 4, 5, 7, 9)
- ダグ・サックス - マスタリング・ラボ (カリフォルニア州ハリウッド)
- ジャン・クロスビー - プロダクション・コーディネーター
- ナッシュ・インターメディア・スタジオ - ジャケット・デザイン
- グラハム・ナッシュ - アルバム・デザイン
- ケイト・ヌック - アルバム・デザイン
- スティーヴン・スティルス - アルバム・デザイン
- ランド・ウィザーワックス - アルバム・デザイン
- ビル・シドンズ - マネージメント
- ジェリー・トルマン - マネージメント